# Reiningue
 Reiningue (en alsacià Rainige) és un municipi francès, situat a la regió del Gran Est, al departament de l'Alt Rin. L'any 1999 tenia 1.630 habitants.

## Demografia
| 1962  | 1968  | 1975  | 1982  | 1990  | 1999  |
| ----- | ----- | ----- | ----- | ----- | ----- |
| 1.500 | 1.536 | 1.759 | 1.701 | 1.683 | 1.630 |

## Administració
| Període | Identitat     | Partit |
| ------- | ------------- | ------ |
| 2001-   | Alain Leconte |        |

## Galeria de fotos

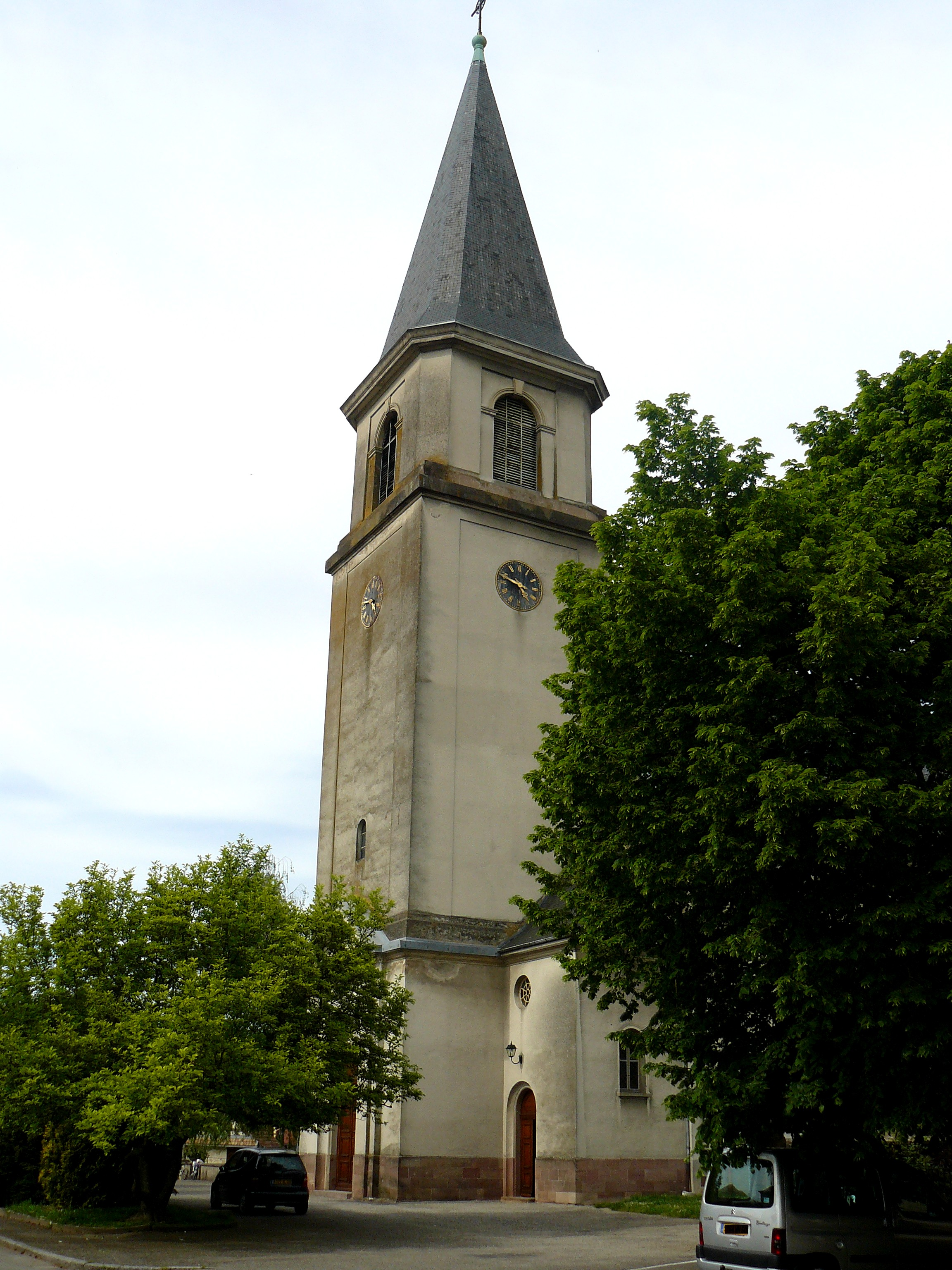
Campanar de l'església
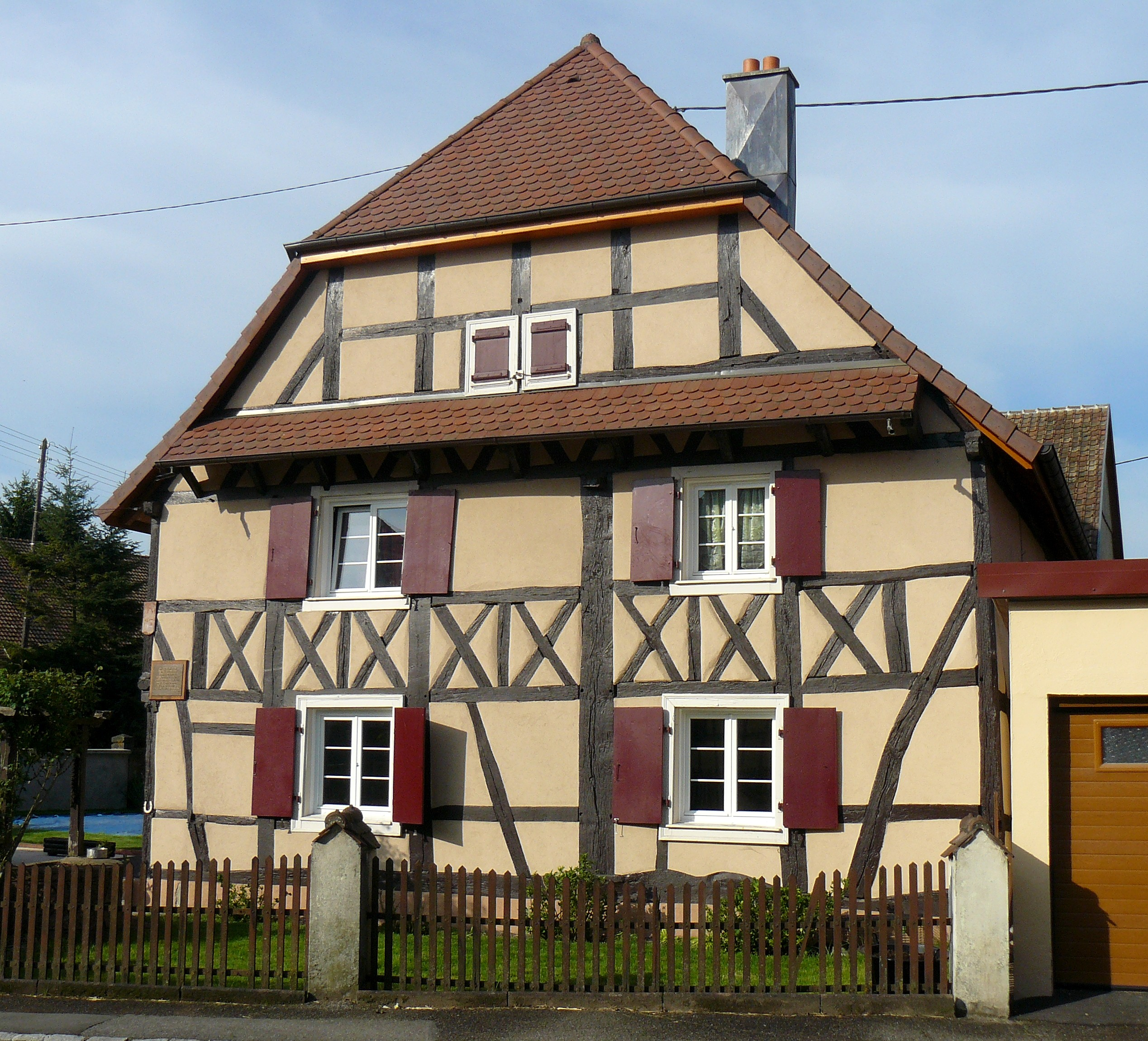
Casa antiga
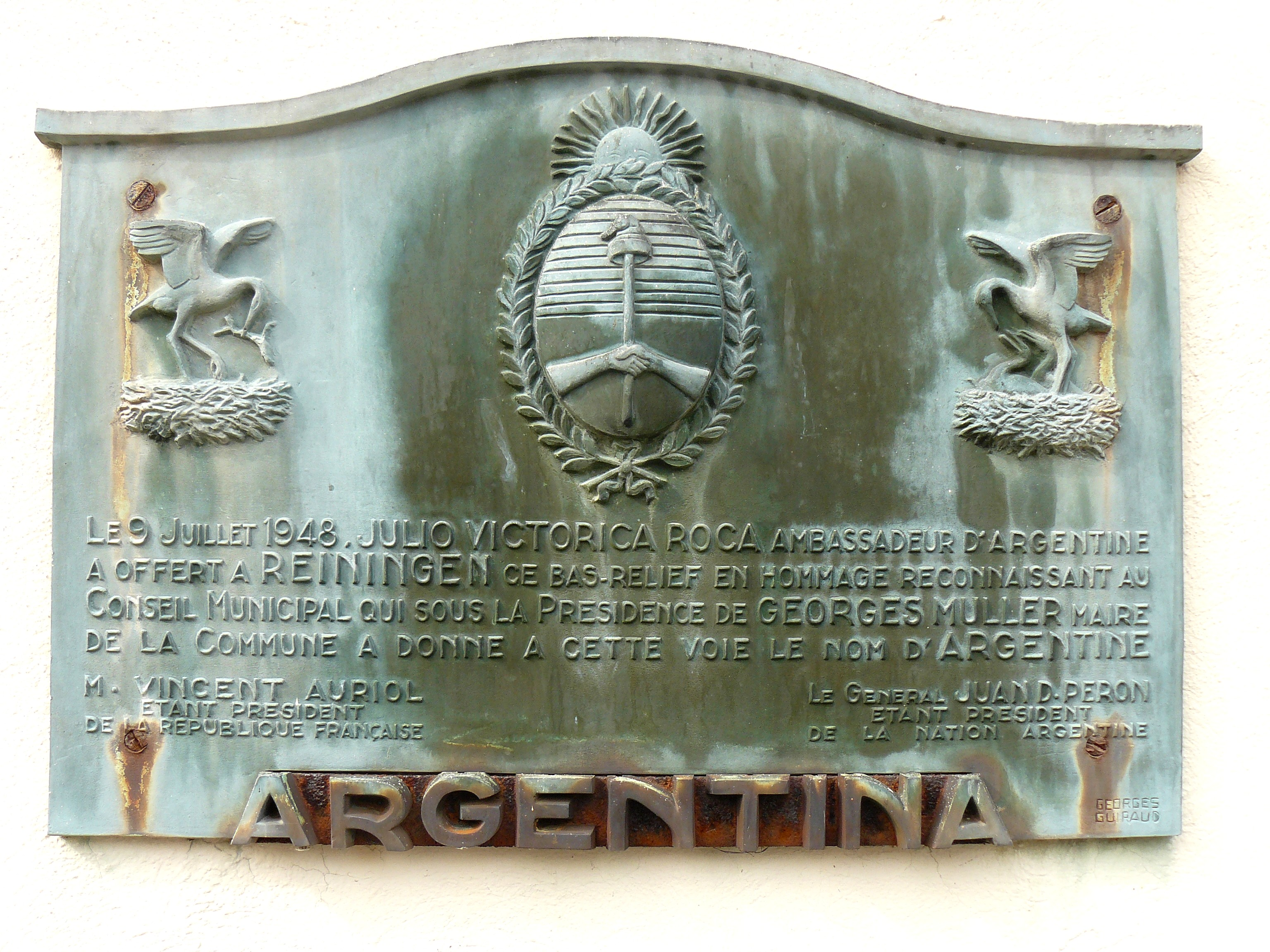
Placa commemorativa (1948)
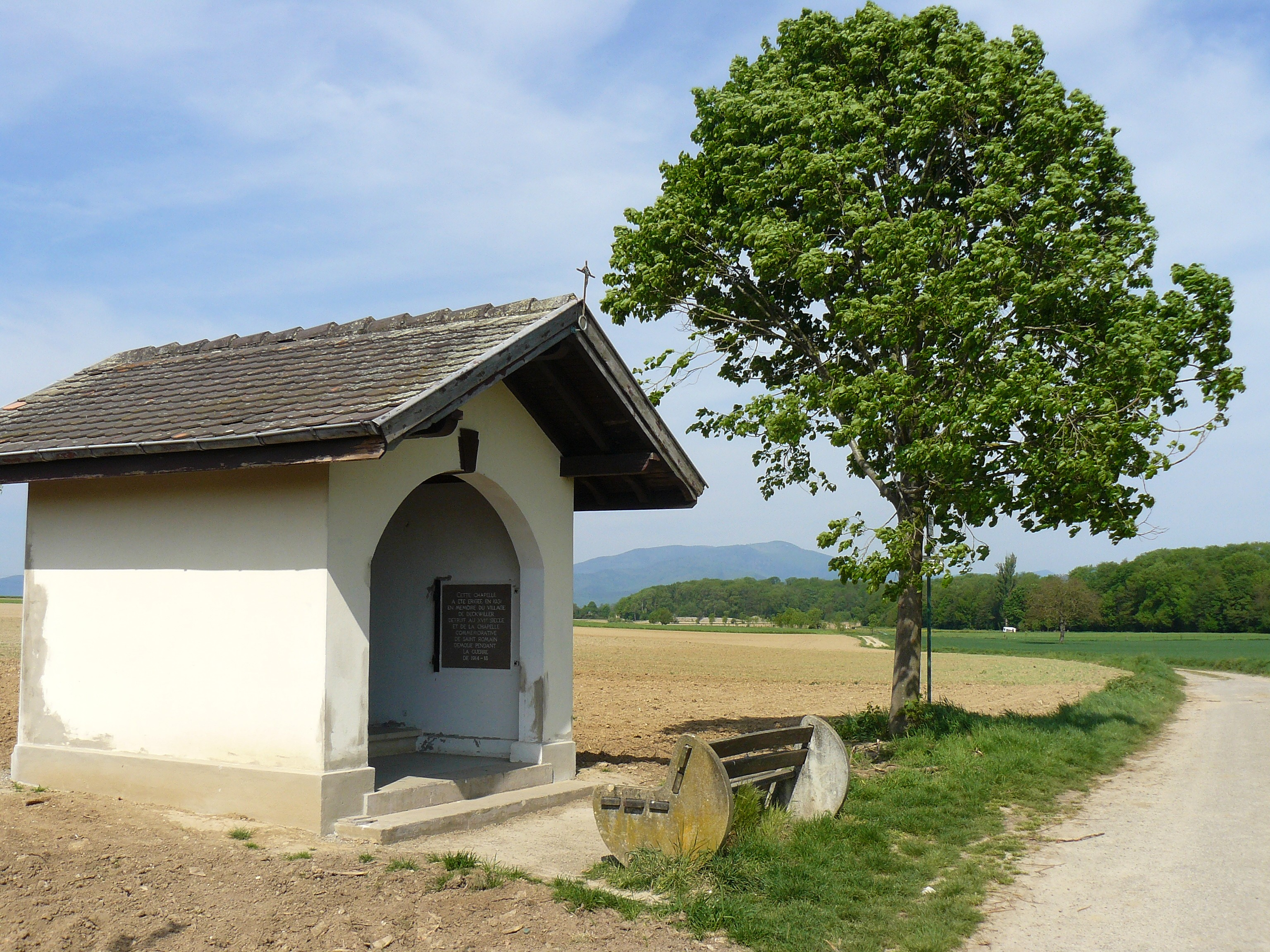
Capella (1931) a l'antiga vila de Deckwiller
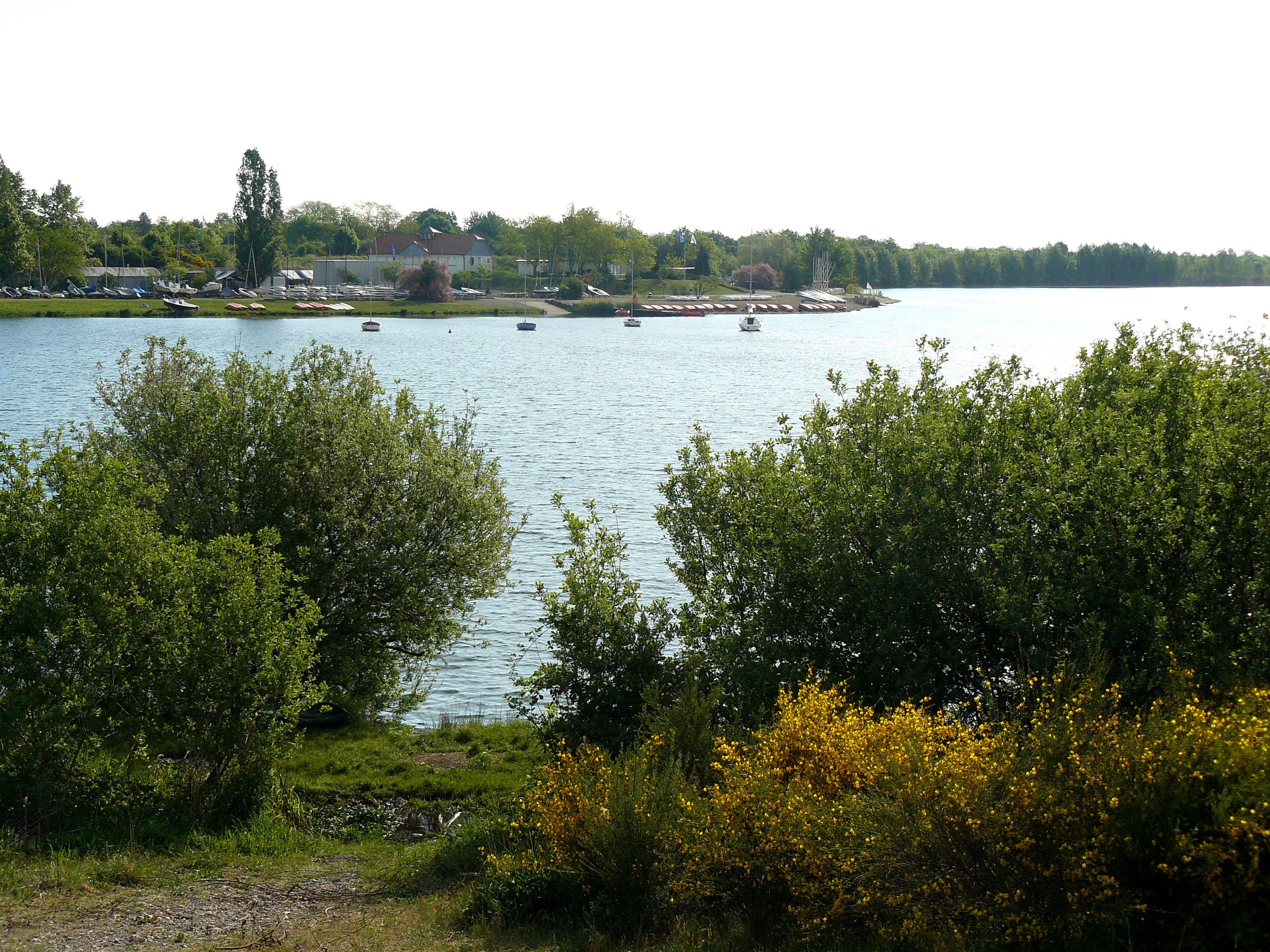
El pla d'aigua